# Бомонт, Уэнтворт, 3-й виконт Аллендейл
Уэнтворт Хьюберт Чарльз Бомонт, 3-й виконт Аллендейл (англ. Wentworth Hubert Charles Beaumont, 3rd Viscount Allendale; 12 сентября 1922 — 27 декабря 2002) — британский пэр, офицер Королевских ВВС и заводчик скаковых лошадей.

## Происхождение и образование
Родился 12 сентября 1922 года. Старший сын Уэнтворта Генри Каннинга Бомонта, 2-го виконта Аллендейла (1890—1956), и его жены Вайолет Люси Эмили Сили (1897—1979). Его отцом по отцовской линии был Уэнтворт Бомонт, 1-й виконт Аллендейл, а отцом его матери был сэр Чарльз Сили, 2-й баронет.
Он провел свои ранние годы, проживая в семейном поместье Бреттон-холл, недалеко от Уэйкфилда, Йоркшир. Он был ребенком, склонным к несчастным случаям, и пережил ряд событий, близких к смерти: его спасли от пожара в доме в 1927 году, он едва не погиб от удара током и был временно парализован, когда в его ванну упала лампа, когда ему было 14 лет, а в 15 лет едва не застрелился во время стрельбы по голубям с друзьями . Он получил образование в Итонском колледже.

## Карьера
Уэнтворт Бомонт поступил на службу в Добровольческий резерв Королевских ВВС в 1940 году после окончания Итона. Он совершил 71 вылет на Spitfire, пока не попал в плен в 1942 году. 31 мая он атаковал корабль у побережья Нидерландов, прежде чем был сбит зенитной артиллерией. Повредив ногу в результате крушения, он был взят в плен и доставлен в Stalag Luft III, лагерь для военнопленных в Германии. 16 июля 1942 года он был повышен до офицера авиации (военное звание), а 16 июля 1943 года — до лейтенанта авиации (военное звание) . В марте 1944 года из Stalag Luft III произошел Большой побег. Он не принимал участия в самом побеге из-за травмы ноги, но был частью команды по составлению карт. Проведя три года в качестве военнопленного, он был освобожден после окончания Второй мировой войны в 1945 году.
Он занимал должность адъютанта вице-короля Индии в 1946—1947 годах.
16 декабря 1956 года после смерти своего отца Уэнтворт Бомонт унаследовал титулы 3-го виконта Аллендейла из Аллендейла и Хексема в графство Нортумберленд и 4-го барона Аллендейла из Аллендейла и Хексема в графстве Нортумберленд, став членом Палаты лордов Великобритании.

## Личная жизнь
10 февраля 1948 года Уэнтворт Бомонт женился на достопочтенной Саре Филд Исмей (род. 16 мая 1928), дочери генерала Гастингса Лайонела Исмея, 1-го барона Исмея, и Лоры Кэтлин Клегг. Супруги развелись в 1984 году. У супругов было трое сыновей:
- Уэнтворт Питер Исмей Бомонт, 4-й виконт Аллендейл (род. 13 ноября 1948), старший сын и преемник отца.
- Достопочтенный Марк Генри Бомонт (род. 21 июля 1950), в 1982 году он женился на Диане Элизабет Бенсон, от брака с которой у него было два сына
- Достопочтенный Чарльз Ричард Бомонт (род. 8 марта 1954), в 1979 году он женился на Шарлотте Сибил Тейлор, от брака с которой у него было трое детей.